# Fågelåstjärnen, Ångermanland
Fågelåstjärnen är en sjö i Sollefteå kommun i Ångermanland och ingår i Ångermanälvens huvudavrinningsområde.